# TM-46
TM-46 je sovjetska protutenkovska mina. Postoji i modificirana verzija TMN-46 sa srednjim detonatorom smještenim na dnu mine. U službu SSSR-a stavljena je 1946. godine. Iako je s vremenom puvučena iz uporabe u Sovjetskom Savezu, TM-46 može se pronaći u mnogim zemljama Afrike, Bliskog istoka i jugoistočne Azije.
Riječ je o mini okruglog oblika izrađenoj od metala u koju ju postavljen eksplozivni naboj iznad kojeg se nalazi osigurač. Eksplozija mine funkcionira po principu da kada tenk gusjenicom prijeđe preko nje, fuzija uzrokuje visok tlak u mini nakon čega slijedi eksplozija 5,7 kg TNT-a (dinamita) smještenog unutar mine.
Radna temperatura na kojoj ova mina može raditi kreće se od -60 do +60 stupnjeva Celzijusa.
Budući da mina ima metalno kućište može ju se vrlo lako otkriti pomoću detektora metala.

## Vanjske poveznice
- Owen, J.I.H.: Brassey's Infantry weapons of the world. London: Brasey's Naval and Shipping Annual Ltd, 1975. ISBN 0-904609-01-4.